# Georg Wüst
Georg Adolf Otto Wüst, född 15 juni 1890 i Posen, död 8 november 1977 i Erlangen, var en tysk (sedermera västtysk) oceanograf.
Wüst blev filosofie doktor vid Berlins universitet 1919. Han deltog efter Alfred Merz död som ledande oceanograf i den tyska Meteorexpeditionen 1925-27. Han var professor i Berlin 1936-45 och professor och direktor vid Instituts für Meereskunde i Kiel 1946-59.
Hans forskning berörde främst avdunstning och vattenhushållning beträffande världshaven samt djupcirkulationen i Atlanten och Medelhavet. Han ledde även en internationell expedition för forskning om Golfströmmen 1938.